# Liste der Monuments historiques in Vesvres
Die Liste der Monuments historiques in Vesvres führt die Monuments historiques in der französischen Gemeinde Vesvres auf.

## Liste der Objekte
| Bezeichnung                 | Beschreibung                                                   | Standort                       | Kennzeichnung | Schutzstatus | Datum | Bild |
| --------------------------- | -------------------------------------------------------------- | ------------------------------ | ------------- | ------------ | ----- | ---- |
| Skulptur Madonna mit Kind   | Kalkstein, farbig gefasst, 16. Jahrhundert                     | in der Kirche St-Baudri (Lage) | PM21002480    | Classé       | 1931  |      |
| Gemälde Geißelung Christi   | Ölfarbe auf Leinwand, vergoldeter Holzrahmen, 18. Jahrhundert  | in der Kirche St-Baudri (Lage) | PM21002481    | Classé       | 1967  |      |
| Skulptur Heiliger Leonhard  | Stein, farbig gefasst und vergoldet, 17. Jahrhundert           | in der Kirche St-Baudri (Lage) | PM21003498    | Inscrit      | 1973  |      |
| Skulptur Heiliger Balderich | Holz oder Stein, farbig gefasst und vergoldet, 17. Jahrhundert | in der Kirche St-Baudri (Lage) | PM21003499    | Inscrit      | 1973  |      |